# Тарасов, Герман Фёдорович

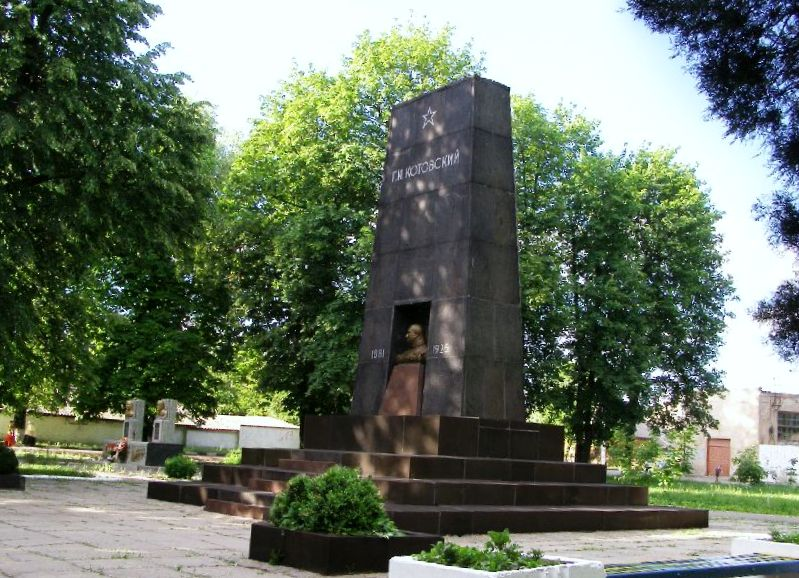
Мавзолей Котовского в городе Подольске, Украина. Вдали надгробные памятники Тарасова Г.Ф. (слева) и Самборского В.Ф. (справа).

Тара́сов Ге́рман Фёдорович (16 [29] марта 1906, Мокроусово, Тобольская губерния — 19 октября 1944, Кишуйсалаш, Яс-Надькун-Сольнок) — советский военачальник, участник Великой Отечественной войны, командующий 41-й, 70-й, 24-й и 53-й армиями, генерал-майор (1941).

## Биография
Герман Фёдорович Тарасов родился 16 (29) марта 1906 года в селе Мокроусово Мокроусовской волости Ялуторовского округа Тобольской губернии, ныне село — административный центр Мокроусовского муниципального округа Курганской области. Родители — Фёдор Васильевич и Августа Устиновна Тарасова, которая работала учительницей в церковно-приходской школе.
Внук польского дворянина-революционера Устина Норбертовича Каминского, сосланного в Сибирь за участие в восстании 1863—1864 года.
После освобождения села от белогвардейцев, в ноябре 1919 года вступил в РЛКСМ, в 1926 году союз молодёжи переименован в ВЛКСМ — один из первых комсомольцев Мокроусова.
После окончания церковно-приходской школы, осенью 1920 года продолжил учебу в школе 2-й ступени в городе Ялуторовске, которую окончил в 1923 году. В отряде «красных курсантов» участвовал в подавлении кулацко-эсеровского мятежа (Западно-Сибирское восстание (1921—1922)).
С осени 1923 года учился в Тюменском дорожно-строительном институте, но не окончил его (институт был закрыт). Позднее — учитель школы 1-й ступени в деревне Полой Мокроусовского района.

### Служба в Красной армии до Великой Отечественной войны
В августе 1925 года поступил на службу в Рабоче-крестьянскую Красную армию и на учёбу в 12-ю Ульяновскую дважды Краснознаменную пехотную школу командного состава им. В. И. Ленина, которую окончил с отличием в сентябре 1927 года.
После окончания школы командовал взводом 71-й отдельного дивизиона войск ОГПУ Урала, с ноября проходил службу там же, в 113-м отдельном дивизионе: командир взвода, адъютант дивизиона.
Член ВКП(б) с 1931 года.
С марта 1932 года исполнял должность начальника школы младшего комсостава 29-го полка войск ОГПУ в Магнитогорске.
С апреля 1934 по октябрь 1937 года учился в Военной академии РККА им. М. В. Фрунзе, которую окончил с отличием и дипломом 1-й степени. С октября 1937 по август 1938 года — начальник штаба 14-го Плещеницкого пограничного отряда войск НКВД СССР.
С августа 1938 года проходил службу в Управлении пограничных войск Белорусского округа: август 1938 — март 1939 года — начальник 1-го отделения 3-го отдела Управления пограничных войск НКВД; март 1939 — 2 июля 1941 года — начальник 2-го отдела Управления.
В мае 1939 года ему было присвоено воинское звание полковника.
В сентябре—октябре 1939 года принимал участие в походе Красной армии в Западную Белоруссию.
Приказом НКВД СССР от 17.02.1940 г. за № 225 назначен начальником штаба пограничных войск НКВД Читинского округа, впоследствии на основании приказа НКВД СССР от 11.03.1940 г. за № 328 был переформирован в Забайкальский округ.

### Великая Отечественная война
Участник Великой Отечественной войны с 30 июня 1941 года. Ниже в хронологическом порядке указаны должности во время Великой Отечественной войны:
- командир 249-й стрелковой дивизии (с начала июля 1941 года формировалась в Московском ВО, г. Загорск), участвовал в боях с 18 июля 1941 года на Северо-Западном и Калининском фронтах)
  - 16 февраля 1942 года 249-я дивизия преобразована в 16-ю гвардейскую стрелковую дивизию
- командующий оперативной группой войск 39-й армии (с 12 апреля 1942 года)
- командующий 41-й армией (с мая 1942 года), в ноябре-декабре 1942 года принимал участие во Второй Ржевско-Сычевской операции (операция "Марс"); группировка армии в составе 6-го сталинского стрелкового корпуса и 1-го механизированного корпуса была окружена несколькими танковыми дивизиями противника, экстренно переброшенными с других направлений, в результате чего Тарасов был отстранен от командования; выводом частей из "котла" руководил лично генерал армии Г. К. Жуков.
- командующий Отдельной армией войск НКВД[3] (с 23 октября 1942 формировалась в г. Свердловске, с 5 февраля 1943 года — 70-я армия[4]). Снят с должности в марте 1943 года по требованию командующего Центральным фронтом К. К. Рокоссовского, обвинившем его в неудачных боевых действиях армии в ходе Севской операции.[5]
- командующий 24-й армией (с 15 апреля 1943 года)
- заместитель командующего 7-й гвардейской армией (с ноября 1943 года)
- командующий 53-й армией (декабрь 1943 — январь 1944)
- заместитель командующего 53-й армией (с 5 января 1944 года)

В ходе Дебреценской операции, находясь в боевых порядках одной из дивизий, 19 октября 1944 года погиб во время бомбёжки на южной окраине города Кишуйсалаш (венг. Kisújszállás), комитата Яс-Надькун-Сольнок Королевства Венгрия, ныне город входит в Карцагский яраш (венг. Karcagi járás) медье Яс-Надькун-Сольнок Венгрии.
Похоронен рядом с могилой героя Гражданской войны Самборского Василия Филипповича, вблизи мавзолея Григория Ивановича Котовского в Парке Котовского города Котовска Котовского района Одесской области Украинской ССР, ныне Парк им. Т.Г. Шевченко города Подольска Подольской городской общины (укр. Подільська міська громада) Подольского района Одесской области Украины — 47°45′17″ с. ш. 29°31′39″ в. д..

## Воинские звания
- Полковник — с мая 1939 года
- Генерал-майор — с 15 июля 1941 года

## Награды
- Орден Ленина, 16 февраля 1942 года[11][12]
- Орден Красного Знамени, 13 сентября 1944 года[13][14][14]
- Орден Богдана Хмельницкого I степени, 17 мая 1944 года[15]
- Орден Отечественной войны I степени, 28 апреля 1945 года, посмертно[16][17]
- Орден Красной Звезды, дважды: 14 февраля 1941 года, 3 ноября 1944 года[18]
- Орден Михая Храброго (Королевство Румыния), 15 октября 1944, посмертно

## Память
- Улица Генерала Тарасова — город Осташков Тверской области.[19]
- Улица Тарасова — пгт. Пено, Тверской области.
- Улица Тарасова — село Мокроусово Курганской области.
- Улица Генерала Тарасова — город Торопец, Тверская область. Город освобожден 249-й стрелковой дивизией под командованием Г. Ф. Тарасова 21 января 1942 г.
- Колодец в селе Мокроусово с памятной доской: «Колодец имени генерал-майора Германа Федоровича Тарасова». Инициатором открытия «Колодцев памяти» был военный комиссар Курганской области генерал-майор Усманов Владимир Викторович — 55°48′16″ с. ш. 66°46′19″ в. д.HGЯO[20]
- Мемориальная доска, село Мокроусово, ул. Советская, 27 — 55°48′29″ с. ш. 66°45′58″ в. д.HGЯO
- Мемориальная плита, установлена на Аллее Героев в парке имени Маршала Г.К. Жукова, село Мокроусово — 55°48′30″ с. ш. 66°46′03″ в. д.HGЯO
- Муниципальное казенное общеобразовательное учреждение «Мокроусовская средняя общеобразовательная школа № 1 имени генерал-майора Г.Ф. Тарасова», на здании установлена мемориальная доска, село Мокроусово, ул. Октябрьская, 21 — 55°48′37″ с. ш. 66°46′14″ в. д.HGЯO
- Автономное учреждение «Детский оздоровительный лагерь имени Г. Ф. Тарасова Мокроусовского района» (ликвидировано 26 мая 2022 года)
- Имя Г.Ф. Тарасова присвоено избирательному участку № 683, размещенному в здании районного Дома культуры в селе Мокроусово.
- В Мокроусовском районе Курганской области в 2013 году учреждена Памятная медаль в честь генерал-майора Германа Фёдоровича Тарасова[21].

## Семья
Отец — Фёдор Васильевич
Мать — Августа Устиновна, учительница
Жена — Антонина Ивановна, в 1944 году жила в г. Котовске, где и был похоронен Тарасов.